# 職業打手
〈職業打手〉（英語：Hitman）是《探險活寶》第三季的第4集。在卡通頻道2011年8月1日播出。本集以阿寶和老皮為主角。在這一集裡，冰霸王被阿寶和老皮阻止計畫後，僱傭一名殺手Sorcher教訓他們，以為Sorcher會照意思執行。但當他看到殺手要殺害阿寶和老皮，冰霸王就策劃來拯救他們。

## 劇情
冰霸王在阿寶和老皮打亂了他綁架早餐公主的計劃之後禁足四週。冰霸王憤怒地徵求一位“殺手”打阿寶和老皮；然而他僱用的殺手Scorcher是一名刺客，他計畫要殺二人，首先對他們的樹屋放火，然後讓他們窒息。這兩個計劃都被冰霸王阻撓，他沒有打算讓阿寶和老皮死亡。
Scorcher知道冰霸王已經干擾他的工作之後，他對冰霸王憤怒。隨後，冰霸王逃到阿寶和老皮的家，解釋情況。不久Scorcher到達並對三人使出火焰。冰霸王才知道如果阿寶和老皮死了是唯一能讓Scorcher離開他們的方法，於是就冰凍兩人並裝作自己殺了他們。隨後離開的刺客明白。冰霸王坐在阿寶和老皮上依次解凍。

## 幕後製作
《職業打手》由傑西·莫伊尼漢和伯特·尹擔任編劇和分鏡，潘得頓·沃德、肯特·奧斯本、派屈克·麥克海爾和馬克·班克擔任故事撰稿。這是尹和莫伊尼漢唯一同時登上的一集。尤恩曾經在第一季擔任分鏡，而莫伊尼漢曾經與科爾·桑切斯在第二季擔任分鏡。製作《職業打手》期間，尹在韓國軍隊中作義務兵，而莫伊尼漢則在洛杉磯。為了彌補這一點，兩人通過網路相互溝通。此集原名為《Hitcapades》，之後才改為《Hitman》。
此集開頭有早餐公主。沃德繪製年輕吐司版，而桑切斯則重繪為老年雞蛋培根版。但不能決定使用哪一個，所以他們最終將它們加在一起。莫伊尼漢後來認為此集他許多繪畫都是脫模，因為他還沒有看到他從事的的以前集數。雖然沃德喜歡莫伊尼漢繪製的模特兒設計，但莫伊尼漢不滿意，並在之後集數遏制他的傾向。此集首次有上網的角色。在撰寫劇本中，分鏡肯特·奧斯本最初認為出現網路是有衝突和不合時宜的，因為本節目背景設定應該是在幻想世界。
沃德所飾演Scorcher，在接近尾聲時只有一句台詞，並憤怒認說阿寶和老皮已經死的冰霸王。格蕾·德莱勒飾演早餐公主。

## 迴響
《職業打手》於2011年8月1日的卡通頻道首播。此集有227.7萬觀眾收看，並在18-49歲中獲得0.3的尼爾森收視率。尼爾森評分是量測美國電視節目的觀眾人數和觀眾組成的收视率系統，表示此集是所有18至49歲的家庭的0.3%播出時收看。此集首次發行於含前三季的16集的2012年《惡夜魔境》DVD。2014年2月25日於第三季DVD完整版重新發行。
《偏锋杂志》的麥克·萊切瓦利（Mike Lechevallier）讚揚此集，並列為第三季最精彩的部分，並寫道：“這是最佳誤解風格的一集”。然而，他確實提出了關於冰霸王的動機的更為重要的說明，寫道：“在決定在需要時間幫助連續不斷阻饒者時，處理冰霸王的成熟度成為問題。”不過最後他指出，“這真的是一個小小的怨言”。
《Geekadelphia》評論為本季“很厲害的一集”，寫道表明了“演出的人確實立足之地，最終弄清楚方向及似乎有點不平衡的語氣”的作品同樣《The Numbers》的C. S. 斯托布里格（C. S. Strowbrige）評為本季的突出的一集。